# Y Blew
Y Blew est un groupe gallois formé en 1967. Il s'agit du premier groupe de rock à chanter en gallois ; son nom signifie « les cheveux » dans cette langue.
Le groupe n'est actif que pendant quelques mois. Il donne une cinquantaine de concerts au pays de Galles, participant notamment au grand festival culturel de l'Eisteddfod Genedlaethol, et enregistre un 45 tours, Maes B / Beth Sy'n Dod Rhyngom Ni, avant de se séparer à la fin de l'année 1967.

## Histoire
Y Blew est formé au début de 1967 par quatre étudiants de l'université d'Aberystwyth : Maldwyn Pate (chant), Dafydd Evans (basse), Richard Lloyd (guitare solo) et Geraint Evans (batterie). C'est la deuxième fois que Pate et Dafydd Evans (fils de l'homme politique nationaliste Gwynfor Evans) essaient de mettre sur pied un groupe de rock galloisant. Leur première formation, baptisée Y Pedeir Keink, n'a donné qu'un seul concert à l'Eisteddfod Genedlaethol d'Aberavon à l'été 1966 qui n'a pas été une réussite.
Les premiers concerts de Y Blew prennent place à l'université d'Aberystwyth, où ils reçoivent un accueil favorable. Leur répertoire se compose principalement de versions en gallois des singles pop à succès du moment. Robat Gruffudd, le fondateur de la maison d'édition Y Lolfa (en), les invite à se produire à Tal-y-bont (en) au mois d'avril. Ce concert est également un succès qui incite les cinq musiciens à entreprendre une tournée dans tout le pays de Galles. De grandes affiches annonçant « Mae'r Blew yn Dod » (« Y Blew arrive ») sont imprimées par Gruffudd pour promouvoir le groupe.
Après cette première tournée, qui prend place du 29 juin au 21 juillet, le quatuor décide d'enrichir sa palette sonore en recrutant un cinquième musicien aux claviers, Dave Williams. C'est donc à cinq qu'ils effectuent leur deuxième tournée du pays de Galles, qui comprend notamment une performance sous la tente « littérature » de l'Eisteddfod Genedlaethol le 8 août à Bala. Le public est surpris par la musique électrique proposée par Y Blew, qui contraste fortement avec les chansons acoustiques proposées par les autres artistes invités à l'Eisteddfod.
Le 30 septembre, pendant leur troisième tournée, Y Blew se rendent aux studios de la BBC à Swansea pour enregistrer deux chansons. Maes B est une composition originale de Dave Williams et Maldwyn Pate dont les paroles font allusion à leur participation à l'Eisteddfod, tandis que Beth Sy'n Dod Rhyngom Ni est une adaptation galloise de You Must Believe Me, un morceau de Curtis Mayfield repris par le Spencer Davis Group sur leur deuxième album, The Second Album. Ces deux chansons sont éditées en 45 tours par le label Qualiton Records le 12 novembre.
Après quelques concerts en décembre, les membres de Y Blew se séparent. Le guitariste Rick Lloyd rencontre le succès dans les années 1980 avec le groupe a capella The Flying Pickets, no 1 des ventes au Royaume-Uni à Noël 1983 avec une reprise de Only You.